# Championnat de Suisse de football 1964-1965
Le championnat de Suisse de football de Ligue nationale A 1964-1965 voit la consécration du Lausanne-Sports. Karl Rappan, le nouvel entraîneur des Vaudois, dispose d’un onze solide, formé notamment des défenseurs André Grobéty, Heinz Schneiter et Ely Tacchella, du milieu de terrain Richard Durr, et des avants Roby Hosp et Pierre Kerkhoffs. Ce dernier partage la première place du classement des meilleurs buteurs avec Rolf Blättler, de Grasshopper (19 buts). Le Tessin perd deux de ses trois représentants en catégorie supérieure.

## Format
Le championnat se compose de 14 équipes. Les deux derniers sont relégués en Ligue nationale B.

## Classement final
| Place | Club                 | Pts | J  | V  | N  | D  | Buts + | Buts - | Diff. |
| 1er   | Lausanne-Sports      | 36  | 26 | 15 | 6  | 5  | 61     | 32     | +29   |
| 2e    | BSC Young Boys       | 32  | 26 | 14 | 4  | 8  | 59     | 43     | +16   |
| 3e    | Servette FC          | 31  | 26 | 14 | 3  | 9  | 59     | 30     | +29   |
| 4e    | Grasshopper Zürich   | 29  | 26 | 11 | 7  | 8  | 54     | 47     | +7    |
| 5e    | FC Lugano            | 29  | 26 | 9  | 11 | 6  | 29     | 30     | -1    |
| 6e    | FC La Chaux-de-Fonds | 27  | 26 | 12 | 3  | 11 | 52     | 39     | +13   |
| 7e    | FC Lucerne           | 27  | 26 | 9  | 9  | 8  | 33     | 38     | -5    |
| 8e    | FC Bâle              | 27  | 26 | 11 | 5  | 10 | 44     | 54     | -10   |
| 9e    | FC Sion              | 25  | 26 | 10 | 5  | 11 | 42     | 34     | +8    |
| 10e   | FC Zurich            | 23  | 26 | 8  | 7  | 11 | 41     | 38     | +3    |
| 11e   | FC Granges           | 21  | 26 | 6  | 9  | 11 | 35     | 43     | -8    |
| 12e   | FC Bienne            | 21  | 26 | 8  | 5  | 13 | 35     | 56     | -21   |
| 13e   | AC Bellinzone        | 19  | 26 | 5  | 9  | 12 | 21     | 42     | -21   |
| 14e   | FC Chiasso           | 17  | 26 | 6  | 5  | 15 | 22     | 61     | -39   |

### Qualifications européennes
- Lausanne-Sports : premier tour de la Coupe des clubs champions européens
- Servette FC : deuxième tour de la Coupe des villes de foires
- FC Bâle : deuxième tour de la Coupe des villes de foires

- FC Sion : premier tour de la Coupe d'Europe des vainqueurs de coupes

### Relégations
- AC Bellinzone et FC Chiasso sont relégués en Ligue nationale B
- Urania Genève Sport et Young Fellows Zurich sont promus en Ligue nationale A

## Résultats complets
- Résultats sur RSSSF